# جاك كيهو
جاك كيهو (بالإنجليزية: Jack Kehoe)‏ هو ممثل أمريكي، ولد في 21 نوفمبر 1938 بكاليفورنيا في الولايات المتحدة.

## أعمال

### أفلام
- (1973) اللدغة
- (1980) ملفن وهاورد
- (1981) ريدز[4]
- (1987) الممنوع لمسهم[5]
- (1990) ديك تريسي[6][7][8]
- (1997) اللعبة[9]

## وصلات خارجية
- جاك كيهو على موقع IMDb (الإنجليزية)
- جاك كيهو على موقع روتن توميتوز (الإنجليزية)
- جاك كيهو على موقع ألو سيني (الفرنسية)
- جاك كيهو على موقع أول موفي (الإنجليزية)
- جاك كيهو على موقع قاعدة بيانات الأفلام السويدية (السويدية)
- جاك كيهو على موقع قاعدة بيانات الفيلم (الإنجليزية)
- جاك كيهو على موقع كينوبويسك (الروسية)